# Tisfane
Tisfane (franska: Tisfane (CR), Tisfane (Commune Rurale), arabiska: تيندين) är en kommun i Marocko.   Den ligger i provinsen Taroudannt och regionen Souss-Massa, i den centrala delen av landet, 500 km söder om huvudstaden Rabat. Antalet invånare är 2 805.